# راؤول ماتشادو
راؤول ماتشادو (بالبرتغالية: Raul Martins Machado‏) (22 سبتمبر 1937 في البرتغال - 22 أكتوبر 2023) هو لاعب كرة قدم برتغالي في مركز قلب الدفاع. شارك مع منتخب البرتغال لكرة القدم. أما مع النوادي، فقد لعب مع نادي بنفيكا ونادي ليتشويس.

## وصلات خارجية
- راؤول ماتشادو على موقع الاتحاد الأوربي (الإنجليزية)
- راؤول ماتشادو على موقع قاعدة بيانات كرة القدم.إي يو (الإنجليزية)
- راؤول ماتشادو على موقع ناشيونال فوتبول تيمز (الإنجليزية)
- راؤول ماتشادو على موقع عالم كرة القدم.نت (الإنجليزية)